# ドッグ・デイズ
ドッグ・デイズ(英語: dog days、ラテン語: diēs caniculārēs)とは、「夏のうち最も暑い時期」「真夏」「盛夏」を表す。北半球においては7月上旬から8月中旬ごろまで、南半球においては1月上旬から2月中旬ごろまでを指す。
この名前の由来は、おおいぬ座のシリウス(Dog Star)が、7月から8月にかけて日の出と共に現れ日の入りと共に沈むことが、この時期が暑くなることと関連づけられたことである。
古代ローマでは、ドッグ・デイズは7月24日から8月24日まで、もしくは、7月23日から8月23日までとされていた。多くのヨーロッパの文化（ドイツ、フランス、イタリアなど）では、今日でもこの期間をドッグ・デイズと呼んでいる。